# Андон Косев
Чл. кор. проф. д.б.н. Андон Радев Косев е български учен биофизик и инженер по автоматика, доктор на биологическите науки, член-кореспондент на БАН от 2008 година.

## Биография
Андон Косев е роден на 5 февруари 1950 в София. През 1972 година завършва Техническия университет – София, специалност „Автоматика и телемеханика“, а през 1978 година – Факултета по математика и механика на Софийски университет, специалност „Математика“. През същата година защитава докторска дисертация в областта на физиологията на тема „Изследвания върху взаимодействията между проприоцептивните рефлекси и волеви движения“ към Института по физиология (днес Институт по невробиология). През 1980 година специализира в Неврологичната клиника в Мюнхен.
През 1988 година става старши научен сътрудник II степен (днес доцент) в Института по биофизика към БАН (днес Институт по биофизика и биомедицинско инженерство). Между 1990 – 1991 година и през 1997 г. като хумболтов стипендиант прави престои в Бонския университет и във Висшето медицинско училище в Хановер, и двата пъти при професор Райнхард Денглер.
През 1993 година става доктор на биологическите науки, като защитава хабилитационен труд (голяма докторска дисертация) на тема „Електромиографски изследвания на системата за управление на двигателната дейност на човека“. От 1999 г. е старши научен сътрудник I степен (след 2010 г. – професор), а през 2001 г. е избран за директор на Института по биофизика.
От 2010 до 2019 година оглавява новообразувания Институт по биофизика и биомедицинско инженерство – правоприемник на бившия Институт по биофизика и бившата Централна лаборатория по биомедицинско инженерство към БАН, където в периода 1989 – 2018 година е и ръководител на секция „Възбудими структури“.

## Научни постижения
Областите на научен интерес на чл.-кор. Андон Косев са биофизика на възбудимите структури, електрофизиология, неврофизиология и физиология на двигателната система. Научните му постижения са свързани със създаване на нови електромиографски електроди и методи за селективно отвеждане на активността от отделни двигателни единици и за повишаване на информационните възможностти на повърхностно отведената електромиограма с неинвазивни електроди. Под негово ръководство с метода на транскраниалната магнитна стимулация са изследвани неврофизиологичните механизми на сетивно-двигателната интеграция в норма и патология. Развити са методите за отвеждане на потенциалите от отделни двигателни единици, като е предложена принципно нова конструкция на подкожни жичкови електроди, притежаващи висока селективност и стабилност.

## Признание
През 2002 година Андон Косев е избран за член-кореспондент на Германското дружество за клинична неврофизиология. През 2008 година е избран за член-кореспондент (дописен член) на Българската академия на науките.
През 2010 година Андон Косев е удостоен с Почетен знак „Марин Дринов” на лента на Българската академия на науките.
През 2011 година Българското дружеството за физиологични науки, което той председателства от 2003 до 2007 година, го избира за свой почетен председател. Същата година получава юбилейния плакет „Signum Laudis“ на Медицински университет „Проф. д-р Параскев Стоянов“, Варна.